# Guerra nuclear

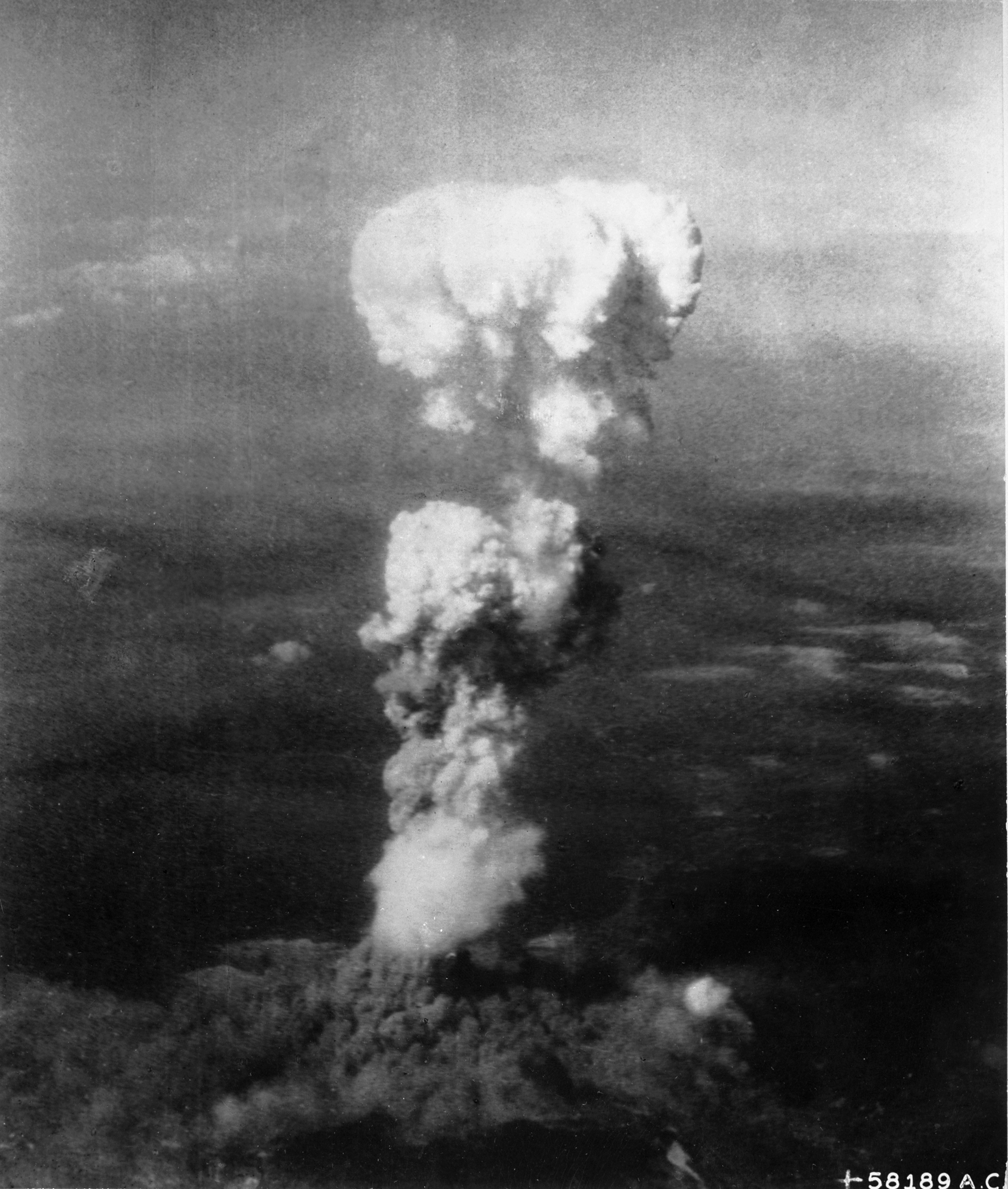
A Nuvem de cogumelo sobre Hiroshima da bomba Little Boy. Os bombardeios atômicos de Hiroshima e Nagasaki continuam sendo os primeiros e únicos usos de armas nucleares em tempos de guerra na história.

A guerra nuclear, também conhecida como guerra atômica, é um conflito militar teórico ou uma estratégia política preparada que emprega armamento nuclear. As armas nucleares são armas de destruição em massa; em contraste com a guerra convencional, a guerra nuclear pode produzir destruição em um tempo muito menor e pode ter um resultado radiológico de longa duração. Um grande conflito nuclear provavelmente teria efeitos a longo prazo no ambiente e também poderia levar a um "inverno nuclear" que poderia durar décadas ou mais, após o ataque inicial. Alguns analistas que descartam a hipótese do inverno nuclear calculam que embora houvesse bilhões de vítimas, bilhões de pessoas vivendo em áreas rurais sobreviveriam. No entanto, outros argumentaram que os efeitos secundários de um holocausto nuclear, como o colapso social, fariam com que quase todos os humanos na Terra morressem de fome.
Até hoje, o único uso de armas nucleares em conflitos armados ocorreu em 1945 com os bombardeios atômicos americanos de Hiroshima e Nagasaki. Em 6 de agosto de 1945, um dispositivo do tipo arma de urânio (nome de código "Little Boy") foi detonado sobre a cidade japonesa de Hiroshima. Três dias depois, em 9 de agosto, um dispositivo do tipo implosão de plutônio (codinome "Fat Man") foi detonado sobre a cidade japonesa de Nagasaki. Juntos, esses dois bombardeios resultaram na morte de aproximadamente 200 000 pessoas e contribuíram para a rendição do Japão.
Após a Segunda Guerra Mundial, as armas nucleares também foram desenvolvidas pela União Soviética (1949), Reino Unido (1952), França (1960) e República Popular da China (1964), o que contribuiu para o estado de conflito e extrema tensão que ficou conhecida como Guerra Fria. Em 1974, a Índia e, em 1998, o Paquistão, dois países que eram abertamente hostis um ao outro, desenvolveram armas nucleares. Israel (1960) e Coreia do Norte (2006) também se acredita que tenham desenvolvido estoques de armas nucleares, embora não se saiba o tamanho. O governo israelense nunca admitiu nem negou ter armas nucleares, embora se saiba que construiu o reator e a usina de reprocessamento necessários para a construção de armas nucleares. A África do Sul também fabricou várias armas nucleares completas na década de 1980, mas posteriormente se tornou o primeiro país a destruir voluntariamente seus estoques de armas fabricadas internamente e abandonar a produção adicional (década de 1990). Armas nucleares foram detonadas em mais de 2 000 ocasiões para fins de testes e demonstrações.
Após a dissolução da União Soviética em 1991 e o resultante fim da Guerra Fria, a ameaça de uma grande guerra nuclear entre as duas superpotências nucleares foi geralmente considerada como tendo diminuído. Desde então, a preocupação com as armas nucleares deslocou-se para a prevenção de conflitos nucleares localizados resultantes da proliferação nuclear e da ameaça do terrorismo nuclear.

## Tipos de guerra nuclear

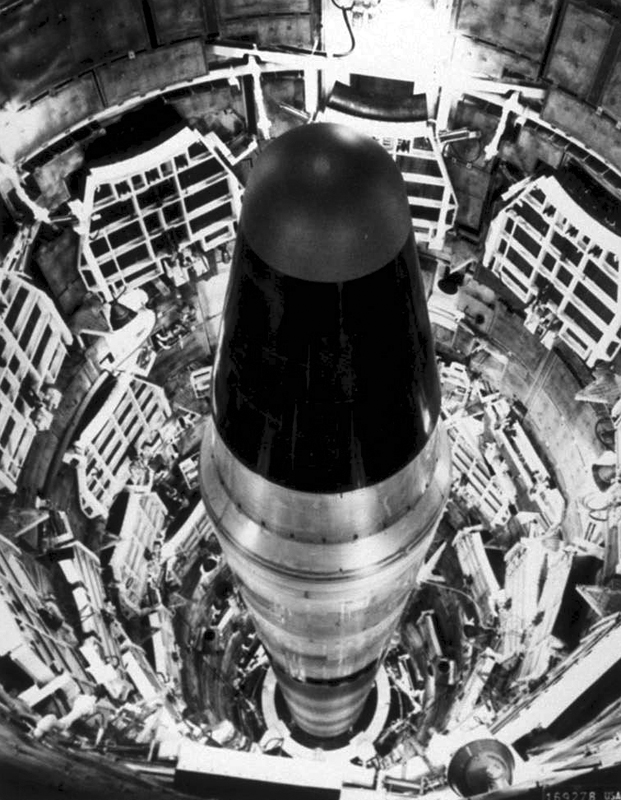
O míssil balístico intercontinental (ICBM) Titan II carregava uma ogiva de 9 Mt W53, uma das armas nucleares mais poderosas dos Estados Unidos durante a Guerra Fria

A possibilidade de usar armas nucleares na guerra é geralmente dividida em dois subgrupos, cada um com efeitos diferentes e potencialmente combatido com diferentes tipos de armamentos nucleares.
A primeira, uma guerra nuclear limitada (às vezes ataque ou troca), refere-se ao uso controlado de armas nucleares, pelo qual existe a ameaça implícita de que uma nação ainda pode escalar seu uso de armas nucleares. Por exemplo, o uso de um pequeno número de armas nucleares contra alvos estritamente militares poderia ser escalado através do aumento do número de armas usadas, ou escalado através da seleção de diferentes alvos. Ataques limitados são considerados uma resposta mais crível contra-ataques que não justificam retaliação total, como o uso limitado de armas nucleares por um inimigo.
A segunda, uma guerra nuclear em grande escala, poderia consistir em um grande número de armas nucleares usadas em um ataque direcionado a um país inteiro, incluindo alvos militares, econômicos e civis. Tal ataque quase certamente destruiria toda a infraestrutura econômica, social e militar da nação alvo, e provavelmente teria um efeito devastador na biosfera da Terra.
Alguns estrategistas da Guerra Fria, como Henry Kissinger argumentaram que uma guerra nuclear limitada poderia ser possível entre duas superpotências fortemente armadas (como os Estados Unidos e a União Soviética). Alguns preveem, no entanto, que uma guerra limitada poderia potencialmente "escalar" para uma guerra nuclear em grande escala. Outros chamaram a guerra nuclear limitada de "holocausto nuclear global em câmera lenta", argumentando que, uma vez que tal guerra ocorresse, outras certamente seguiriam por um período de décadas, efetivamente tornando o planeta inabitável da mesma forma que uma "guerra nuclear em grande escala" entre superpotências, apenas tomando um caminho muito mais longo (e indiscutivelmente mais agonizante) para o mesmo resultado.
Mesmo as previsões mais otimistas dos efeitos de uma grande troca nuclear preveem a morte de muitos milhões de vítimas em um período muito curto de tempo. Tais previsões geralmente incluem o colapso das instituições, governamentais, profissionais e comerciais, vitais para a continuação da civilização. A consequente perda de recursos vitais (produção e distribuição de alimentos, água e eletricidade, serviços médicos e de informação, etc.) seria responsável por milhões de mortes a mais. Previsões mais pessimistas argumentam que uma guerra nuclear em grande escala poderia potencialmente provocar a extinção da raça humana, ou pelo menos sua quase extinção, com apenas um número relativamente pequeno de sobreviventes (principalmente em áreas remotas) e uma redução da qualidade de vida e da expectativa de vida por séculos depois. No entanto, tais previsões, supondo uma guerra total com arsenais nucleares no auge da Guerra Fria, não foram isentas de críticas. Uma catástrofe tão horrível como a guerra nuclear global quase certamente causaria danos permanentes à vida mais complexa do planeta, seus ecossistemas e o clima global.
Um estudo apresentado na reunião anual da União Geofísica Americana em dezembro de 2006 afirmou que uma guerra nuclear regional de pequena escala poderia produzir tantas mortes diretas quanto toda a Segunda Guerra Mundial e perturbar o clima global por uma década ou mais. Em um cenário de conflito nuclear regional em que duas nações opostas nos subtrópicos usaram cada uma 50 armas nucleares do tamanho de Hiroshima (cerca de 15 quilotoneladas cada) em grandes centros populacionais, os pesquisadores previram mortes que variaram de 2,6 milhões a 16,7 milhões por país. Os autores do estudo estimaram que até cinco milhões de toneladas de fuligem poderiam ser liberadas, produzindo um resfriamento de vários graus em grandes áreas da América do Norte e da Eurásia (incluindo a maioria das regiões produtoras de grãos). O resfriamento duraria anos e poderia ser "catastrófico", segundo os pesquisadores.
Uma troca nuclear limitada ou em grande escala pode ocorrer durante uma guerra nuclear acidental, na qual o uso de armas nucleares é desencadeado sem intenção. Os gatilhos postulados para esse cenário incluíram o mau funcionamento de dispositivos de alerta precoce e/ou visando computadores, prevaricação deliberada por comandantes militares desonestos, consequências de um desvio acidental de aviões de guerra para o espaço aéreo inimigo, reações a testes de mísseis não anunciados durante períodos diplomáticos tensos, reações a exercícios militares, mensagens mal traduzidas ou mal comunicadas, e outros.
Vários desses cenários realmente ocorreram durante a Guerra Fria, embora nenhum tenha resultado no uso de armas nucleares. Muitos desses cenários foram retratados na cultura popular, como no filme On the Beach, de 1959, o romance de 1962 Fail-Safe (lançado como filme em 1964); e o filme Dr. Strangelove or: How I Learned to Stop Worrying and Love the Bomb, também lançado em 1964; o filme WarGame, lançado em 1983.

## Terrorismo nuclear
O terrorismo nuclear por organizações ou atores não estatais (mesmo indivíduos) é um fator amplamente desconhecido e pouco estudado no pensamento de dissuasão nuclear, já que os Estados que possuem armas nucleares são suscetíveis a retaliações em espécie, enquanto os atores sub ou transestatais podem ser menos. O colapso da União Soviética deu origem à possibilidade de as antigas armas nucleares soviéticas se tornarem disponíveis no mercado negro (as chamadas "armas nucleares soltas").
Uma série de outras preocupações foram expressas sobre a segurança das armas nucleares em novas potências nucleares com governos relativamente menos estáveis, como o Paquistão, mas em cada caso, os temores foram abordados em alguma medida por declarações e evidências fornecidas por essas nações, bem como programas de cooperação entre nações. No entanto, permanece a preocupação em muitos círculos de que uma diminuição relativa na segurança das armas nucleares tenha surgido nos últimos anos, e que terroristas ou outros possam tentar exercer controle sobre (ou usar) armas nucleares, tecnologia militarmente aplicável ou materiais e combustível nucleares.
Outra possível ameaça de terrorismo nuclear são dispositivos projetados para dispersar materiais radioativos em uma grande área usando explosivos convencionais, chamados bombas sujas. A detonação de uma "bomba suja" não causaria uma explosão nuclear, nem liberaria radiação suficiente para matar ou ferir um grande número de pessoas. No entanto, pode causar perturbações graves e exigir procedimentos de descontaminação potencialmente muito dispendiosos e um aumento das despesas com medidas de segurança.
Materiais radioativos também podem ser usados para assassinatos seletivos. Por exemplo, o envenenamento de Alexander Litvinenko foi descrito por profissionais médicos como "um marco ameaçador: o início de uma era de terrorismo nuclear".